# Juri Alexandrowitsch Popow

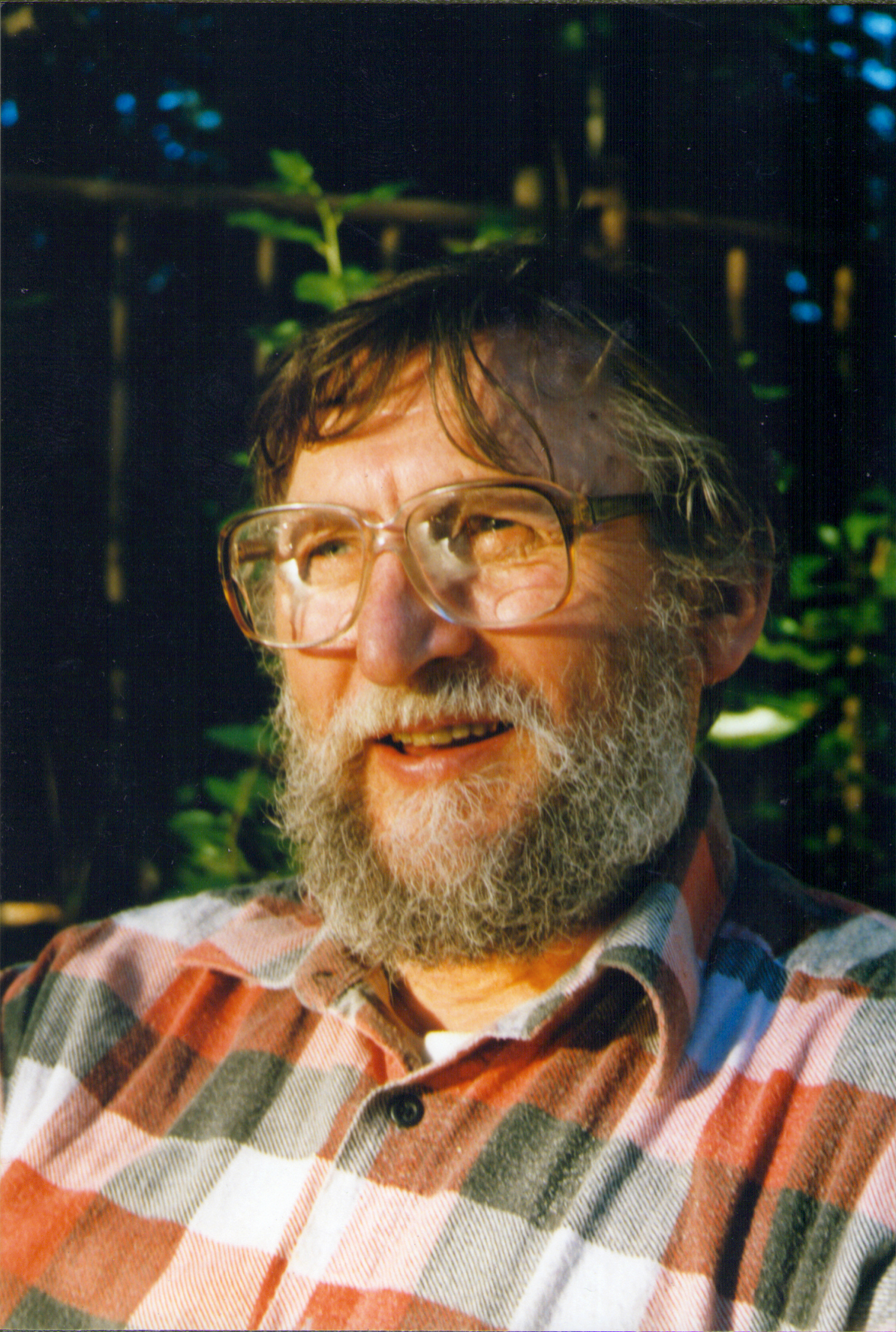
Juri Popow (1997)

Juri Alexandrowitsch Popow (russisch Юрий Александрович Попов, englisch Yuri Alexandrovich Popov; * 5. März 1936 in Moskau; † 16. November 2016 in Lobnja) war ein russischer Paläoentomologe und Entomologe.

## Leben
Popow ging in Moskau zur Schule und machte 1959 seinen Abschluss in Entomologie an der Lomonossow-Universität mit der Diplomarbeit Die Heteropteren-Fauna des westlichen Tian-Shan, basierend auf Funden, die er 1957/58 auf einer Expedition des Moskauer Botanischen Gartens sammelte.  Er war ab 1959 in der Abteilung Paläoentomologie (Arthropoden-Labor) am Paläontologischen Institut der Russischen Akademie der Wissenschaften in Moskau. 1969 wurde er dort promoviert (Über die historische Entwicklung von Wasserkäfern der Infraordnung Nepomorpha (Heteroptera)). Ab 1981 war er dort leitender Wissenschaftler. Er ist Professor und Kurator (zuständig hauptsächlich für Wanzen) am Zoologischen Museum der Lomonossow-Universität.
Er ist bekannt für Beiträge zur höheren Taxonomie von Wanzen (Heteroptera), bei denen er drei von sieben Infraordnungen einführte (Nepomorpha 1968, Gerromorpha 1971, Leptopodomorpha 1971). Insgesamt führte er über 20 neue Familien, Unterfamilien und Triben von Insekten ein, wobei er Kompressionsfossilien und Bernsteineinschlüsse aus dem Mesozoikum und Känozoikum aus der ganzen Welt auswertete. Besonders häufig nahm er an sowjetisch-mongolischen Expeditionen in die Mongolei teil und leitete diese viele Jahre lang von sowjetischer Seite aus (1975 bis 1981). Neben Wanzen befasste er sich auch mit einigen anderen Gruppen, wie Scheidenschnäbler (Coleorrhyncha).
Von ihm stammen rund 150 wissenschaftliche Publikationen.
1971 bis 1975 war er Sekretär für internationale wissenschaftliche Kontakte bei der Sowjetischen Akademie der Wissenschaften.

## Schriften (Auswahl)
- Towards the knowledge of the terrestrial Hemiptera fauna of the southern regions of the Western Tian-Shan (USSR, Mid-Asia), Acta Entom. Mus. Nat. Pragae, 36, 1965, S. 169–292
- Historische Entwicklung von Wanzen der Infraordnung Nepomorpha (Heteroptera), Trudy Paleontologicheskogo Instituta AN SSSR 129, 1971, S. 1–230 (Russisch, Dissertation, auch ins Englische übersetzt: The historical development of Hemiptera infraorder Nepomorpha (Heteroptera))
- mit D. E.  Shcherbakov: Mesozoic Peloridioidea and their ancestors (Insecta: Hemiptera, Coleorrhyncha), Geologica et Palaeontologica, Band 25, 1991, S. 215–235.
- mit D. E. Shcherbakov: Order Hemiptera Linné, 1758. The bugs, cicadas, plantlice, scale insects, etc., in: A. P. Rasnitsyn, D. L. J. Quicke (Hrsg.), History of Insects,  Kluwer Academic Publishers, 2002, S. 143–157.
- mit W. R. Dolling, P. E. S. Whalley: British Upper Triassic and Lower Jurassic Heteroptera and Coleorrhyncha (Insecta: Hemiptera),  Genus, 5(4), 1994, S. 307–347
- R. Kulicka, A. Herczek: Heteroptera in the Baltic amber, Prace Muz. Ziemi, Band 44, Warschau 1996, S. 19–23
- Insektenreste (Hemiptera: Belostomatidae; Coleoptera) aus dem Ober-Jura ("Kimmeridgian") of Nettelstadt (Wiehengebirge, NW-Deutschland), Neues Jahrbuch Geologie Paläontologie, Monatshefte,  2, 2000, S. 83–92.
- Fossil piesmatids from Baltic amber (Heteroptera:Pentatomomorpha, Piesmatidae), Mitt. Geol. -Paläont. Inst. Univ. Hamburg, 85,. 2001, S. 227–236